# 시카고루프

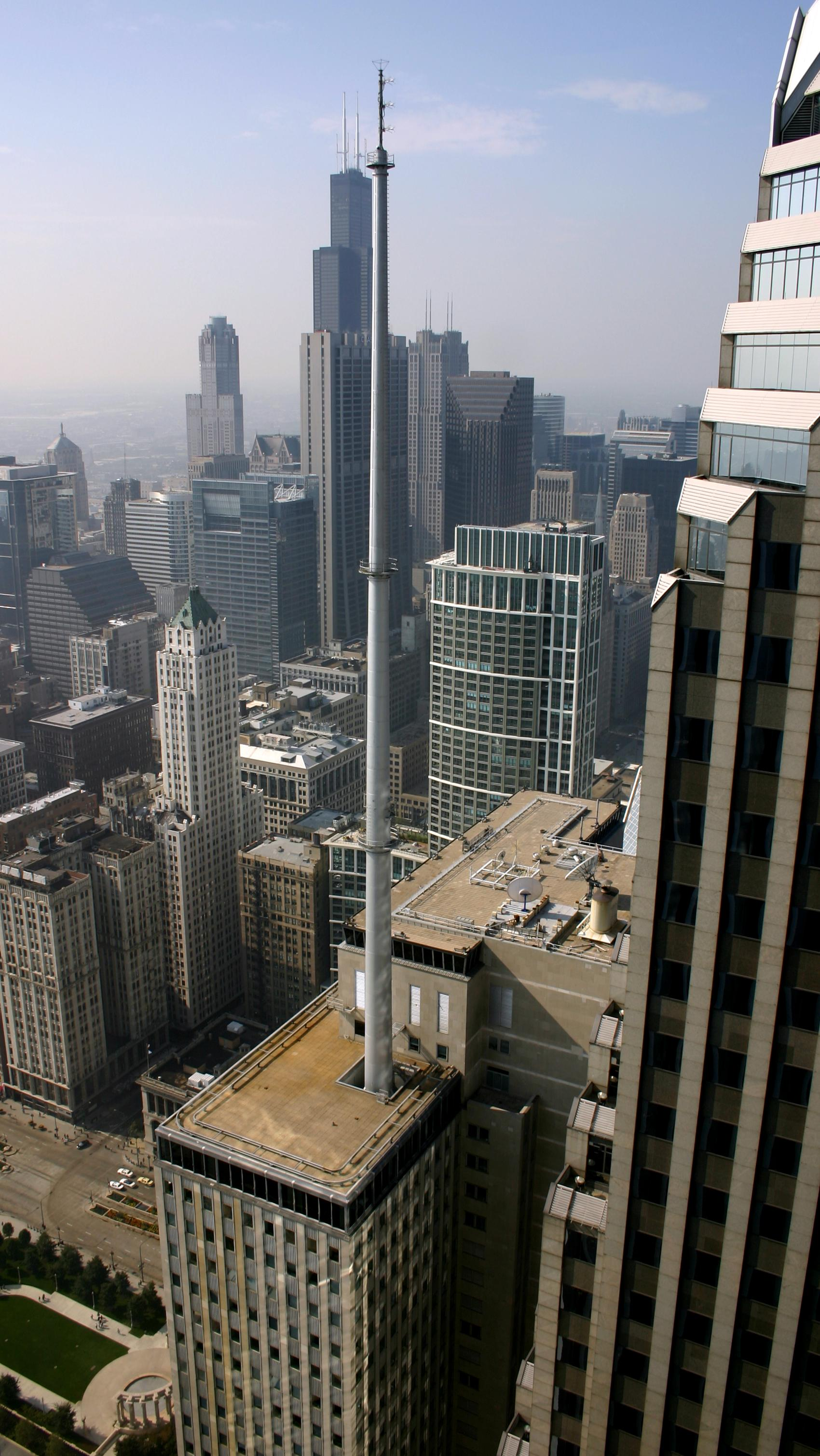
시카고루프

시카고루프(영어: Chicago Loop)는 미국 일리노이주 시카고 시의 중심 지역 중 하나로, 고밀도 상업 건물들과 시청, 그리고 시카고의 랜드마크인 클라우드 게이트가 위치해 있다.